# Ocasionalisme
L'ocasionalisme és una doctrina elaborada inicialment pels seguidors de Descartes: Louis de la Forge, Géraud de Cordemoy, Johannes Clauberg i, sobretot, Arnold Geulincx. Va ser desenvolupada amb posterioritat per Malebranche (1638-1715), i afirma en l'essencial que l'ànima i el cos no actuen directament una sobre l'altre, i viceversa, sent com són substàncies totalment heterogènies, sinó que és Déu qui produeix en l'ànima una sensació quan el cos l'experimenta, i qui dona al cos un moviment quan l'ànima així ho desitja.
L'acció recíproca de l'ànima i el cos no és sinó aparent, ja que el que realment passa és que el que ens sembla una acció de l'ànima sobre el cos no és més que una "ocasió" de l'acció divina.